# Svenstrup-stenen
Svenstrup-stenen er en runesten, fundet i Svenstrup i 1964. Den blev fundet ved pløjning henover tomten af en ødekirke. Det er uvist, om dette er stenens oprindelige placering, eller om den har været genanvendt som bygningssten i en kirke. Stenen er fundet i det område af Danmark, hvor der er rejst flest runesten i den sene vikingetid omkring 970-1020 e.Kr., nemlig i området mellem Randers, Hobro og Viborg. Her er rejst omkring 30 runesten. Nogle af de nærmestliggende runesten er Spentrup-stenen 1, Glenstrup-stenen 2 og Hobro-stenen 2.

## Indskrift
| Translitteration | þurkutr : risþi : stin : þąnsi : iftiR : ąsuiþ : faþur : sin : hąn : uai : fan : arskab : miþ : ilta : sunum      |
| Transskription   | Þōrgautr/Þōrgunndr rēsti stēn þannsi æftiR Āsvið faður sinn. Hann væi fann ar[g]skap með Ēlda sunum.              |
| Oversættelse     | Thorgot/Thorgund rejste denne sten efter sin fader Asved. Til ve fandt han argskab sammen med Ildes/Eldes sønner. |

Indskriften er ristet i konturordning og begynder i nederste venstre hjørne. Den afsluttes med et skriftbånd midt på stenen, som læses nedefra og op. Denne indskriftordning er meget karakteristisk for de runesten, som bliver rejst i årtierne omkring år 1000 og genfindes i vid udstrækning på de skånske runesten. Asved er et sjældent navn i runestenssammenhæng og kendes kun fra en anden runesten i Danmark, nemlig Kolind-stenen. þurkutr kan opfattes både som et mands- (Thorgot) og et kvindenavn (Thorgund). Slutningen af indskriften er omdiskuteret, se Moltke 1976 og Nielsen 1983.